# 薩克森的瑪格達列娜·希比拉
薩克森的瑪格達列娜·希比拉（德語：Magdalena Sibylla von Sachsen，1617年12月23日—1668年1月6日），薩克森-阿爾滕堡公爵夫人，薩克森選侯約翰·格奧爾格一世的女兒。

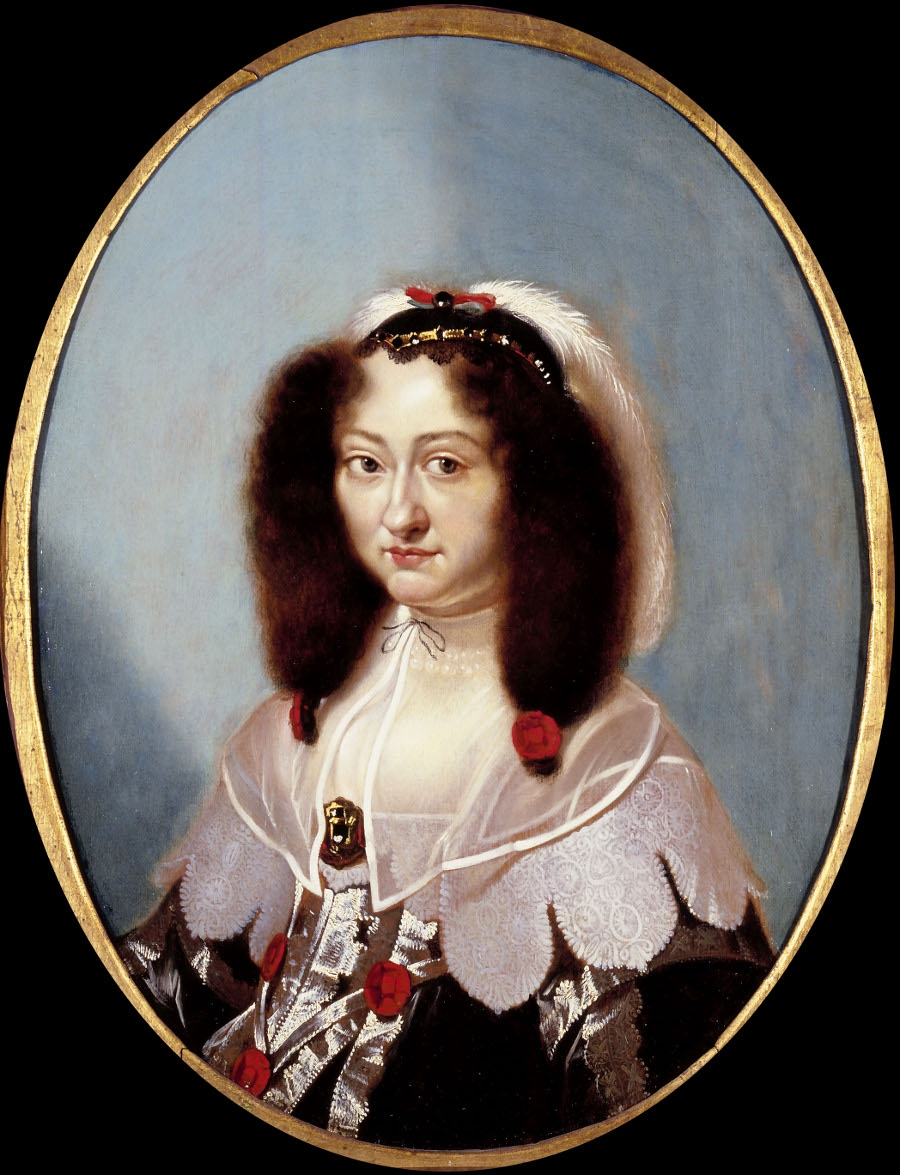
瑪格達列娜·希比拉

## 家庭
1652年，瑪格達列娜·希比拉與薩克森-阿爾滕堡公爵腓特烈·威廉二世結婚，兩人共有2子1女：
1. 克里斯蒂安（1654年—1663年），夭折
2. 約翰娜·瑪格達列娜（1656年—1686年）
3. 腓特烈·威廉三世（1657年—1672年）